# Marius Hægstad
Kristofer Marius Hægstad (15. juli 1850 i Borgund, Søndmør – 21. november 1927 i Oslo) var en norsk sprogforsker. Han er far til Leiv og Olav Heggstad.
Han tog Artium 1869, Anden eksamen 1871, opholdt sig 1872 ved Universitetet i Oxford, hvor han studerede angelsaksisk og fonetik under Henry Sweets ledelse, og var derefter beskæftiget dels med studiet af germanske sprog, dels med privatundervisning. Årende 1874—1884 var han bestyrer af Namsos borger- og almueskole. Da skolen sidstnævnte år blev nedlagt, oprettede han samma år en folkehøjskole i nærheden af Namsos, som han ledede, indtil han 1892 blev ansat som bestyrer af Steinkjer middelskole og inspektør af folkeskolen sammesteds. Denne stilling indehavde han, indtil han 1899 udnævntes til professor ved Universitetet i Kristiania i landsmål og dets dialekter. Under sit ophold i det nordenfjeldske deltog Hægstad med iver i det kommunale og politiske liv. Årene 1883—1892 var han således redaktør af Nordtrønderen på Namsos, og han var i en årrække medlem af byens kommunestyre, ligesom senere i Steinkjer. 1892—1894 og 1898—1900 var han valgt til Stortingsrepræsentant for Nordre Trondhjems Amt. Han har været medlem og formand i en række af offentlige komiteer og kommissioner. Siden Hægstad 1899 blev udnævnt til professor, ofrede han sin tid på videnskabeligt arbejde og forskellige spørgsmål vedrørende skolen. Han har altid været en ivrig forkæmper for landsmålet. Som medlem af Stortinget arbejdede han med energi og held for landsmålets retslige ligestilling med bokmålet og var den første professor, som holdt sine forelæsninger på landsmål. I flere år var han formand i Det Norske Samlaget. Som skolebogsforfatter har han blandt andet udgivet den første norske grammatik på landsmål (Norsk maallæra 1879, 11. udgave 1920). I den kommission, som blev nedsat 1898 til fastsættelse af retskrivningsregler for landsmålet, var Hægstad formand, og de 1901 autoriserede regler var væsentlig efter hans forslag. Lige så var han medlem på landsmålssiden af den kommission, som udarbejdede nye retskrivningsregler for begge de nuværende officielle sprog i Norge (1917). Han var også en af forslagsstillerne til den 1907 vedtagne lov om landsmålsstil til Artium. I 1907 foretog han med offentlig stipendium en rejse til Færøerne og Island, særlig for at undersøge den fonetiske side ved disse øers sprog og dialektforholdene på Island. 1909—19 var han medlem af undervisningsrådet.
Hægstads videnskabelige arbejde har været rettet på undersøgelsen af dialektforskel i gammel tid inden for det norrøne sprogområde. Han har med utrættelig flid samlet et rigt materiale ved at gennemgå alle gamle diplomer og andre hjemmenorske middelalderskrifter og optegne alle indbyrdes afvigende former, og ved de arbejder, han siden 1899 har udgivet og som har vundet stor anerkendelse hos fagmænd ved den omhyggelighed, pålidelighed og forsigtighed, som udmærker dem, har han lagt grundvolden for norsk sproghistorie og kastet nyt lys på mange punkter, både hvad angår forholdet mellem de hjemmenorske dialekter og mellem disse og islandsk, ligesom han også, bedre end man før har kunnet, derigennem har været i stand til at stedfæste flere af de gamle skrifter. De vigtigste af disse arbejder, som alle er indtagne i Kristiania Videnskabs Selskabs skrifter, er: Gamalt trøndermaal (1899), Hildinakvadet (1900), en skarpsindig tolkning af dette shetlandske kvad og en undersøgelse af det norske sprog på Shetland, Maalet i det gamle norske kongebrev (1902), Latinsk skrift i gamalnorsk maal (1905) og Nordvestlandsk (1907). Disse to sidste arbejder udgør indledning og 1. del af Vestnorske maalføre fyre 1350. 2. del Sudvestlandsk udgør 2 bind, hvoraf det andet udgives i 3 bolker (eller bøger). Heraf er udkommet 1 bind, Rygjamaal (1915); af 2. bind, Indre Sudvestlandsk. Færöymaal, Islandsk er 1. bolk, Indre Sudvestlandsk udkommet (1916), og ligeledes 2. bolk, indeholdende Sudvestlandske Yvergangsmaalføre og Færöymaal (1917), medens 3. bolk, Islandsk var under arbejde. Sammen med Alf Torp har han blandt andet udgivet Gamalnorsk ordbok med nynorsk tydning (Kristiania 1905 ff.). Han udgav 1918 sammen med professor Hjalmar Falk en på offentlig foranstaltning udarbejdet Utredning om norske bynavn. Til hans 75 års dag 1925 udgav venner og kolleger et festskrift. Hægstad havde 1920 taget afsked fra sit professorembede.